# 장량로
장량로(Jangryang-ro)는 대한민국 경상북도 포항시 북구 장성동에서 양덕동을 거쳐 연결하는 도로이다.

## 노선 경로
- 삼거리 명칭 미상
  - 삼흥로
    - 대영빌라트
- 사거리 명칭 미상
  - 법원로
    - 장성동 청소년공부방
- 사거리 명칭 미상
  - 장성로
- 사거리 명칭 미상
  - 천마로
    - 롯데리아
    - 농협하나로클럽
- 사거리 명칭 미상
  - 양덕로
- 삼거리 명칭 미상
  - 신덕로